# Discophora
Discophora là một chi thực vật có hoa trong họ Stemonuraceae.

## Loài
Chi Discophora gồm các loài: